# Yakisugi

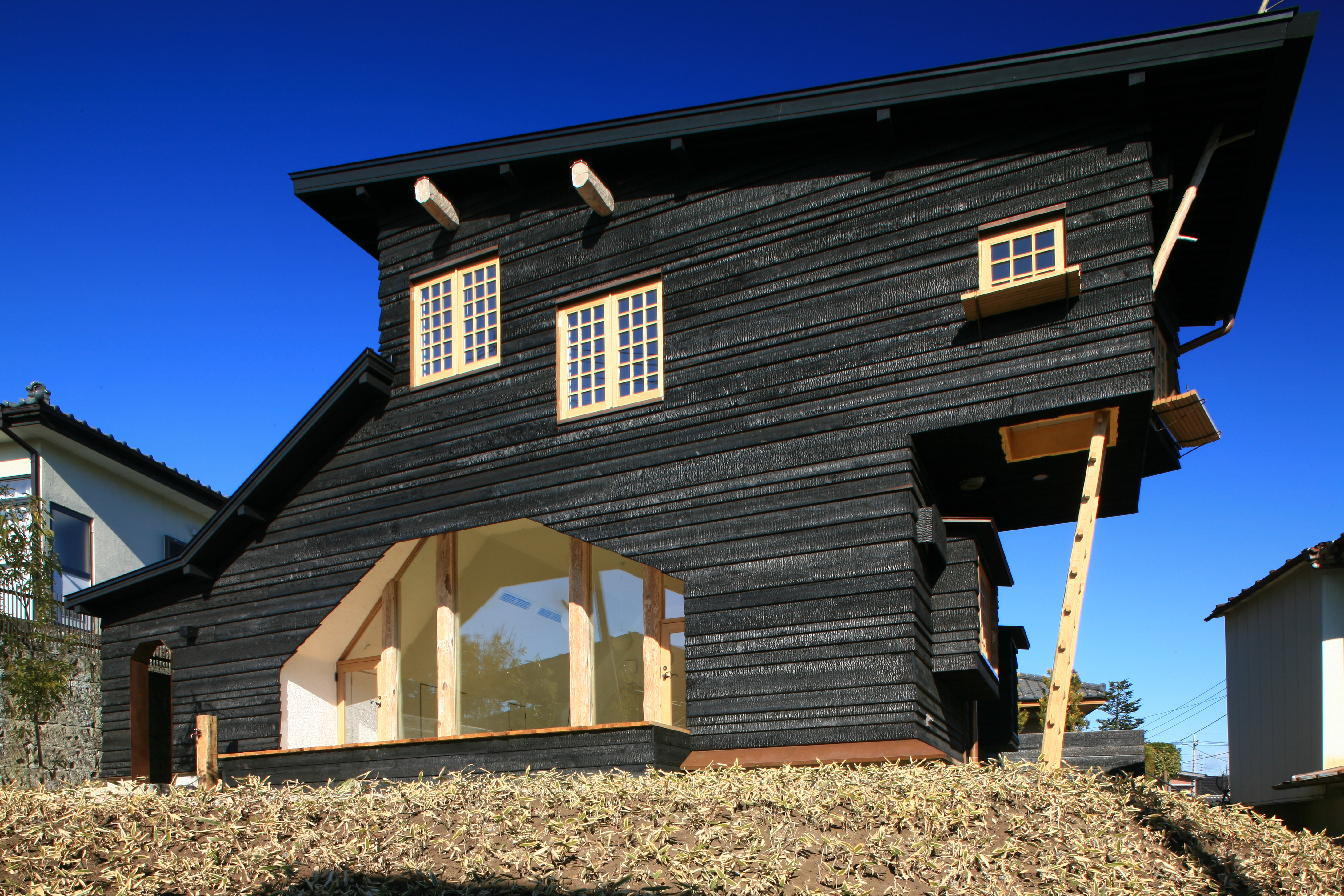
Yakisugi-Technik für das Coal House des Architekten Terunobu Fujimori

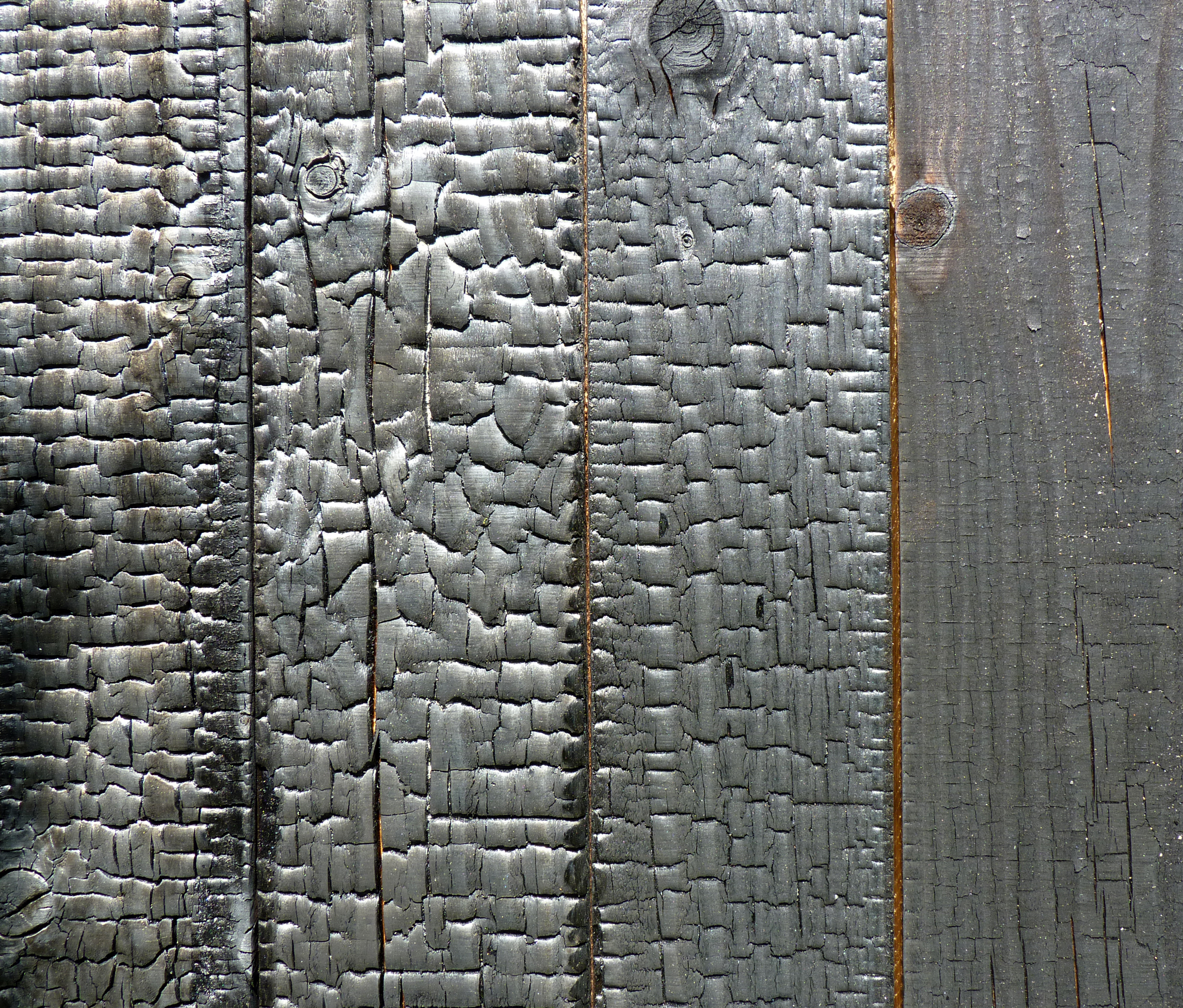
Bretter mit mehr oder weniger karbonisiertem Holz

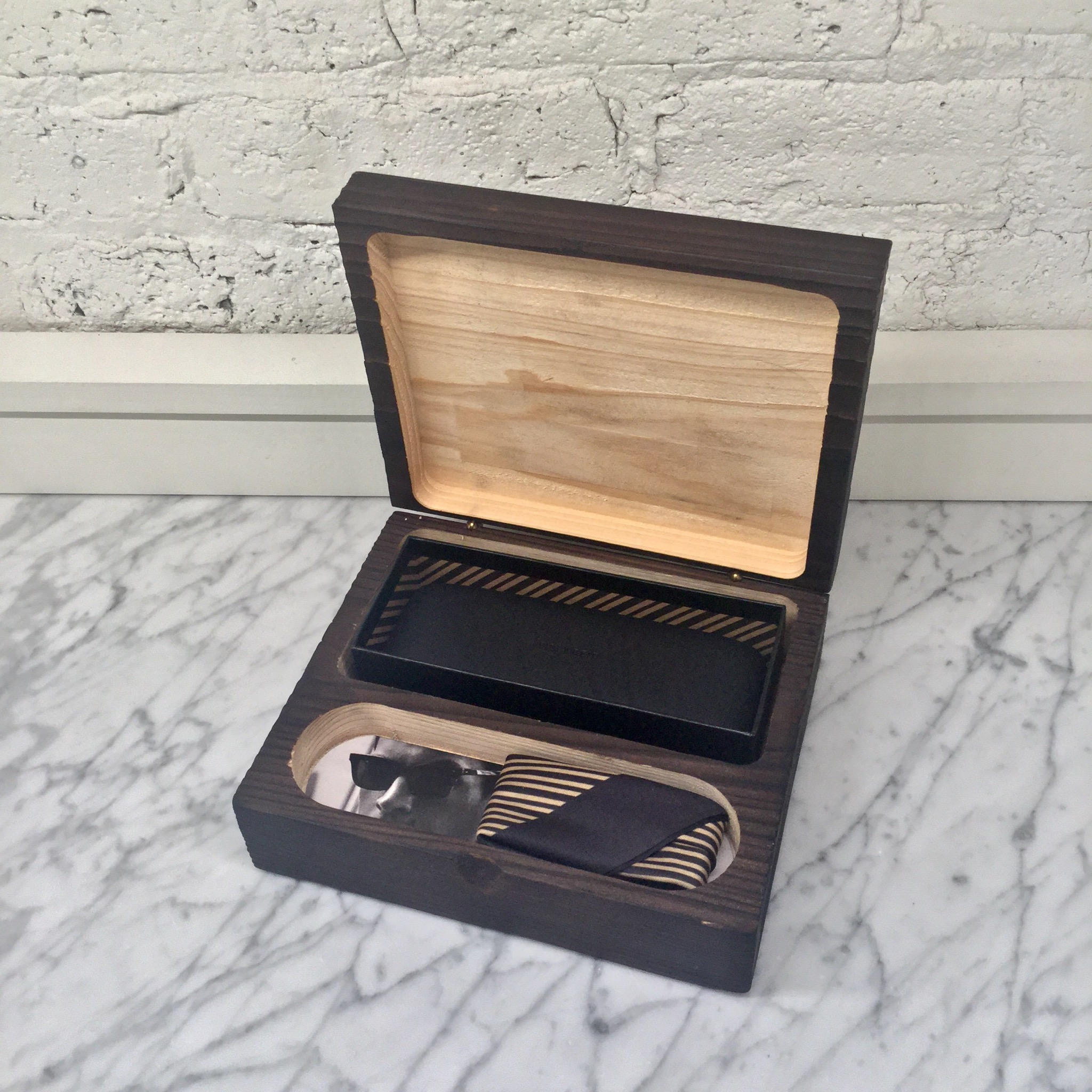
Yakisugi-Holz für eine Sonnenbrillen-Schachtel

Yakisugi (焼杉) ist eine traditionelle japanische Methode der Holzkonservierung. Yaki bedeutet ‚verbrennen‘, Sugi ist der japanische Name der ‚Sicheltanne‘.
Es wird in westlichen Ländern teilweise auch als Shou Sugi Ban (焼 杉 板) bezeichnet; Ban bedeutet ‚Planke‘.
Durch leichtes Verkohlen der Holzoberfläche wird das Holz durch die Karbonisierung wasserabweisend und haltbarer.
Die karbonisierte Schicht schützt auch vor Insekten- und Pilzbefall.

## Verwendung
Der zeitgenössische Architekt Terunobu Fujimori arbeitet mit Yakisugi.
Im deutschsprachigen Raum ist diese Methode gegenwärtig wenig verbreitet, wenngleich sie an Bedeutung gewinnt. Durch die ähnliche geografische Breite ist diese Form der Holzkonservierung auch auf europäische Hölzer anwendbar. Ein Vorzeigeprojekt ist das „Haus auf Stelzen“ in Regensburg, ein dreistöckiges Mitarbeiterhaus der Bayerischen Staatsforsten, das überwiegend aus Holz gefertigt wurde und über eine 760 Quadratmeter große Yakisugi-Fassade verfügt.

## Anwendung
Bei der traditionellen japanischen Verkohlung werden drei Bretter zu einer dreieckigen Röhre zusammengebunden, darin mit einem Papier entflammt und senkrecht aufgestellt. Dank der Kaminwirkung gelingt eine durchgängige Beflammung der Holz-Oberfläche. Nach der Verkohlung der oberen Schicht werden die Bretter voneinander getrennt und mit Wasser gelöscht. Mittlerweile gibt es industrielle Karbonisierungsanlagen, die mit normierten Verfahren standardisierte Ergebnisse liefern. Für den Innenbereich oder Möbelbau kommt eine Fixierung der Kohleschicht zum Einsatz.